# Пташеня
Пташеня́ — птах наймолодшого віку. У нелітаючих видів пташенятами слід вважати особин у віці від народження і до набуття ними дорослого (непухового) оперення, у літаючих видів пташенятами є особини у віці від народження і до набуття здатності літати. В побутовому мовленні пташенятами також називають ще ненароджених птахів в останні дні перед вилупленням, хоча з наукової точки зору вони є ембріонами. Пташеня, що вже вкрилось пір'ям, але ще не здатне літати, зветься поршо́к. Пташенят курей, качок, гусей, індиків називають, відповідно, курча́, каченя́, гусеня́, індича́.

## Будова і розвиток

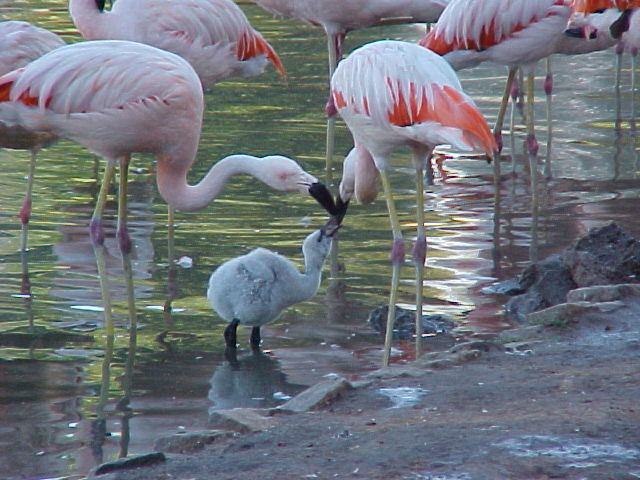
Пташеня фламінго пропорціями тіла схоже на гусеня

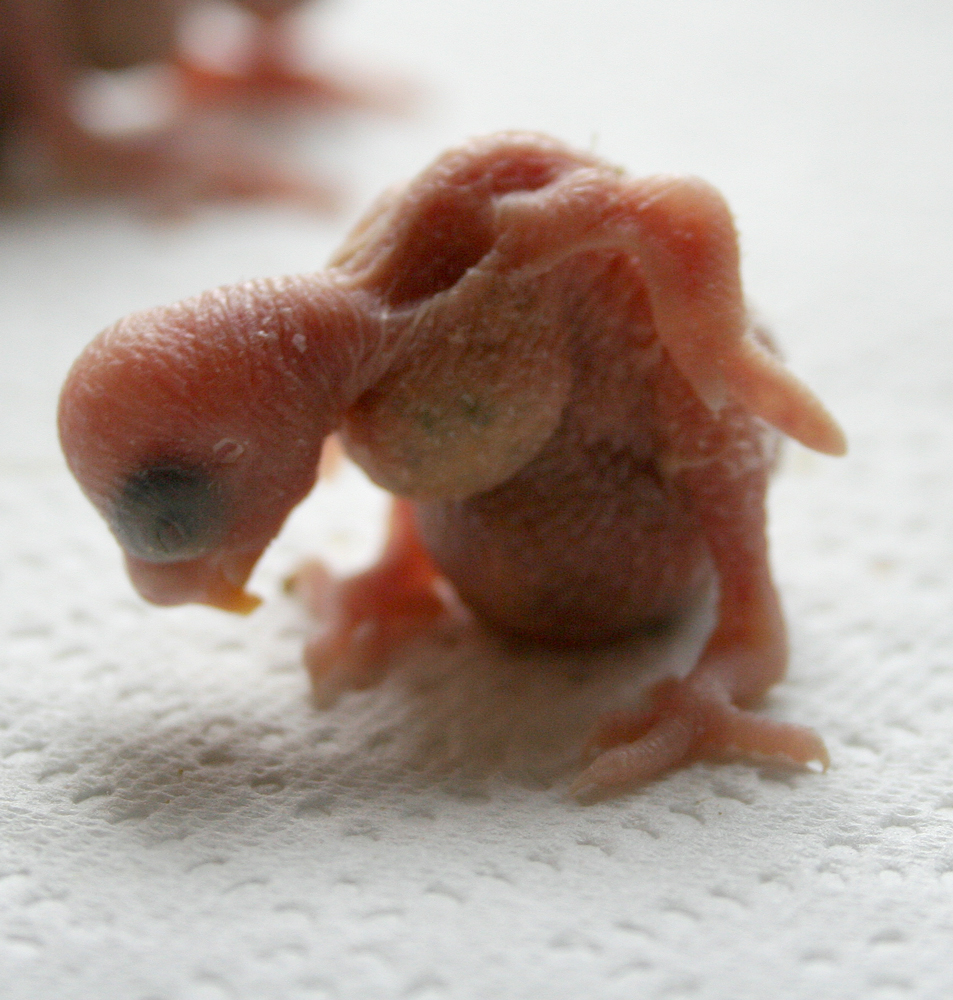
Новонароджене пташеня хвилястого папуги (імматуронатний тип)

Загальна будова тіла пташенят не відрізняється від такої у дорослих птахів — у них сформовані практично усі життєво важливі органи. Втім, існують суттєві відмінності у пропорціях різних частин тіла. У пташенят відносно великі голова, очі та дзьоб, дещо менше розвинуті шия, ноги, досить слабко — крила. Особливо значні відмінності від дорослих осіб мають пташенята фламінго: у ранньому віці їхні ноги короткі, а дзьоб прямий.
Також у пташенят відсутні вторинні статеві ознаки: гребені, сережки, шпори тощо. Разом з тим усім пташенятам властивий яйцевий зуб — крихітний горбок на кінці дзьоба, яким вони роздовбують шкаралупу яйця. Яйцевий зуб відпадає за кілька діб чи тижнів після народження.
Крім цих загальних рис є і специфічні, які залежать від ступеня фізіологічної зрілості на момент вилуплення. За цими ознаками пташенят поділяють на три типи:

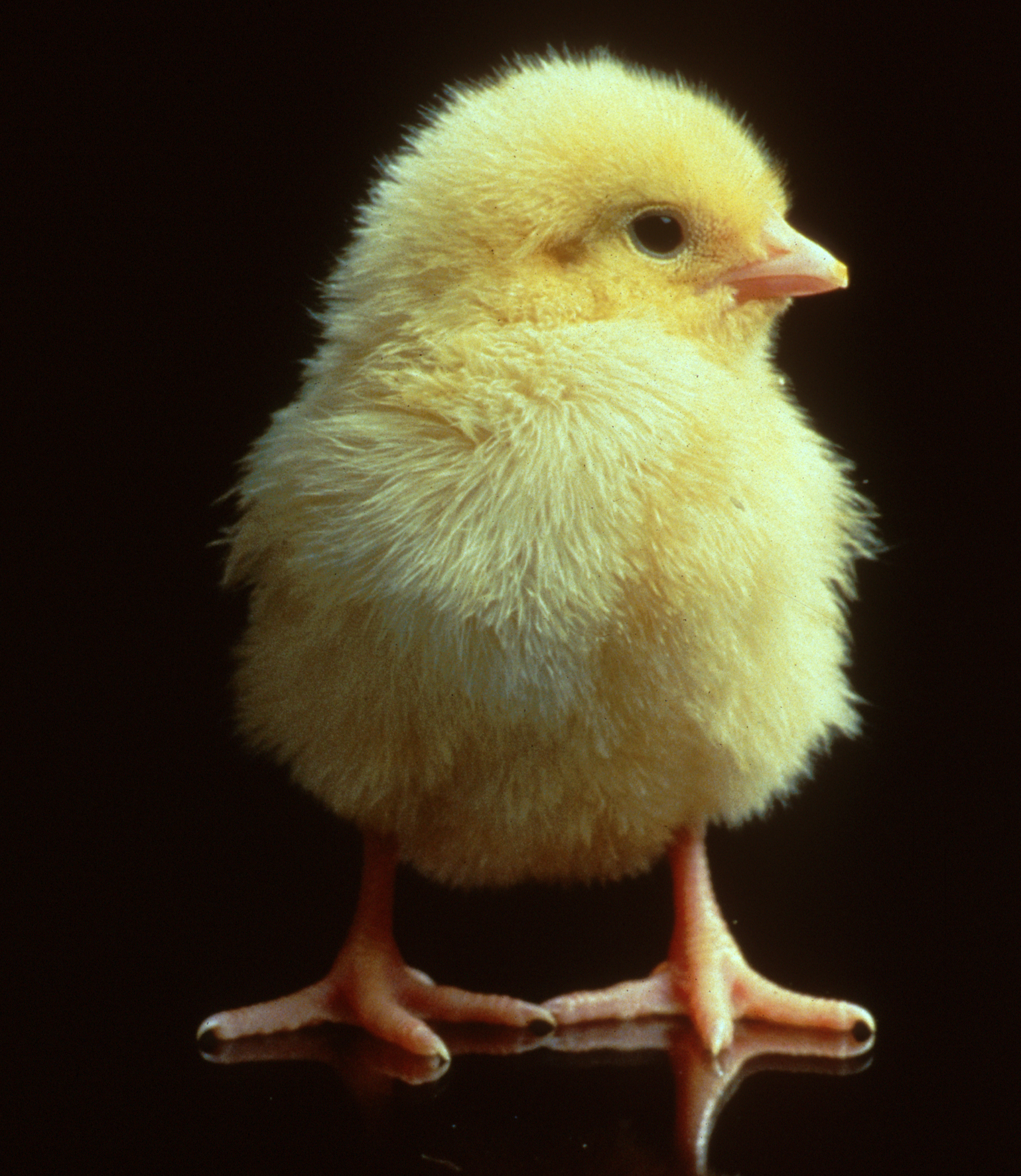
Курча у віці 1 доби (матуронатний тип)

- матуронатні — пташенята виводкових птахів, які після народження здатні супроводжувати батьків. Народжуються зрячими, вкритими густим пухом, з добре розвиненою мускулатурою. Пухове оперення у них зберігається досить довго і має переважно маскувальне забарвлення. Термоізолюючі властивості пуху досить високі, хоча в перші дні життя здатність до терморегуляції ще недосконала, тому такі пташенята змушені час від часу обігріватись під крилами матері. Про ступінь розвитку мускулатури свідчить те, що матуронатні пташенята обсихають у гнізді кілька годин, після чого здатні самостійно ходити, бігати, а у водоплавних птахів — плавати і пірнати. У мандаринки, яка гніздується на деревах, пташенята через кілька годин після народження вистрибують з дупла, яке може розташовуватись на висоті до 10 метрів від рівня землі. До цього типу належать пташенята схованохвостів, страусоподібних, куроподібних, гусеподібних птахів;

- імматуронатні — пташенята нагніздних птахів, які після вилуплення тривалий час проводять у гнізді. При народженні мають підкреслено дисгармонійний склад тіла: у них дуже сильно розвинений дзьоб, великі, але закриті у перші дні очі, слабкі лапи і крила, цілком непридатні до пересування. Імматуронатні пташенята народжуються глухими, голими або вкритими негустим пухом, який не здатен підтримувати постійну температуру тіла. Терморегуляція у них здійснюється шляхом майже цілодобового обігріву одним з батьків. Втім, темпи їх розвитку швидкі, тому за кілька діб вони набувають здатність чути, бачити, а також вкриваються густим пухом, який не має маскувального забарвлення і швидко змінюється пір'ям. Характерно, що після набуття справжніх пер такі пташенята ще деякий час не здатні літати, а лише перестрибують з гілки на гілку (так звані поршки). До цього типу належать пташенята горобцеподібних, буревісникоподібних, голубоподібних, сиворакшоподібних, серпокрильцеподібних, папугоподібних, зозулеподібних, денних та нічних хижих птахів;

- пташенята проміжного типу — перші 2-3 доби після народження проводять у гнізді, згодом супроводжують батьків. За морфологічними ознаками наближаються до матуронатних пташенят, але відрізняються від них дещо слабшою мускулатурою, яка швидко міцніє. Незважаючи на загалом високий ступінь розвитку, такі пташенята тривалий час вигодовуються батьками і самостійно живитись не можуть. Крім того, пташенята проміжного типу у коловодних птахів (наприклад, мартинів) тривалий час не здатні плавати і навчаються цьому лише після першого линяння. До цього типу відносяться пташенята лелекоподібних, журавлеподібних та деяких сивкоподібних.

Цікаве виключення становлять пташенята гоацина, що здатні плавати на відміну від дорослих птахів, які втрачають такі здібності. В цьому випадку здатність плавати слід розглядати як рудиментарну рису, що залишилася від більш ранніх етапів еволюційного розвитку виду.

## Живлення

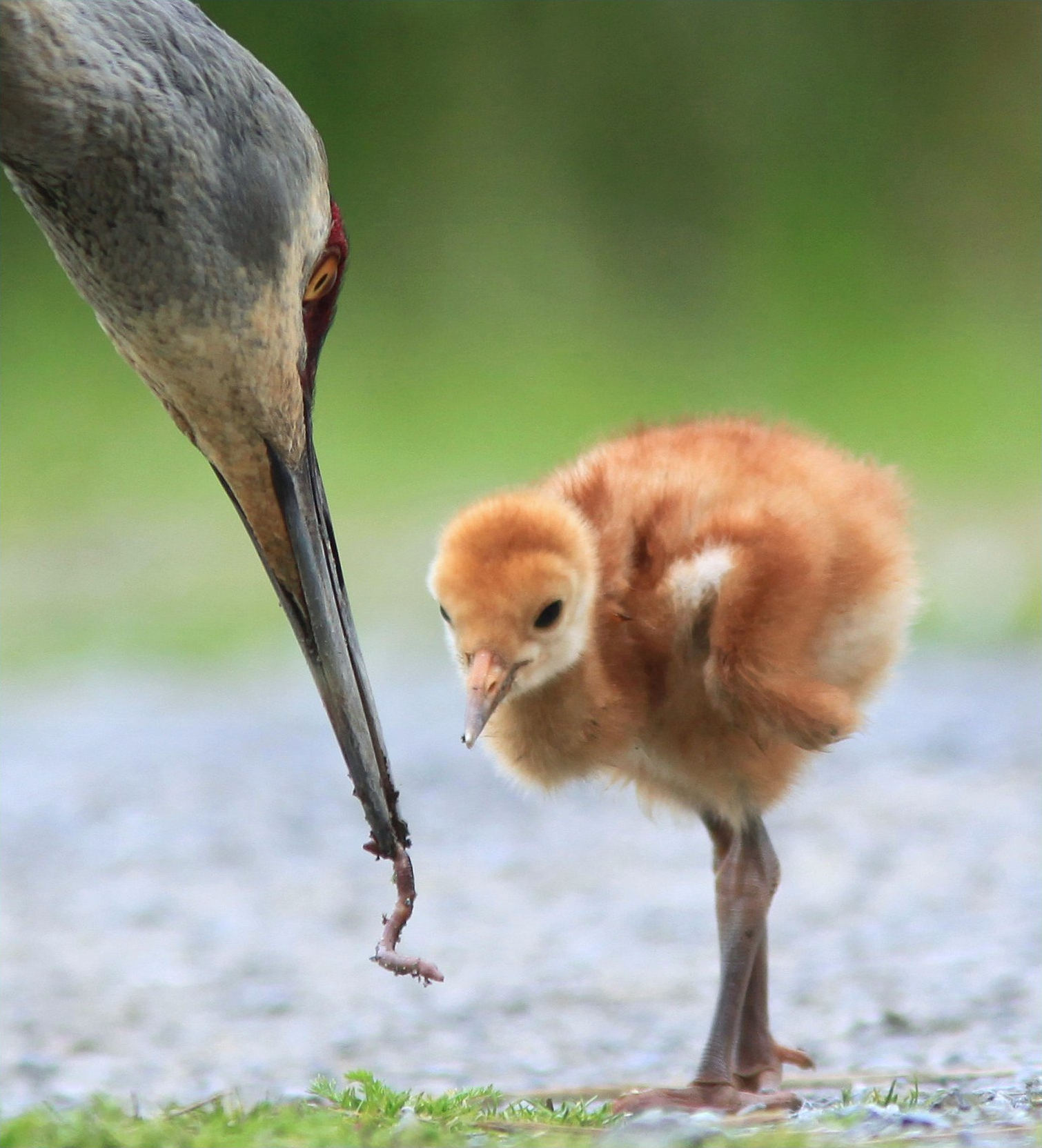
Пташеня канадського журавля приймає корм від одного з батьків (проміжний тип)

Травна система пташенят може бути як зрілою, так і недорозвиненою в залежності від того, до якого типу вони належать. Пташенята виводкових птахів цілком пристосовані до споживання природного корму, яким харчуються їхні батьки. Пташенята проміжного типу здатні перетравлювати природний корм, але не вміють його добувати і вирізняти здобич поміж іншими знахідками. Цього мистецтва вони навчаються досить довго, беручи корм із дзьоба дорослого птаха.
Пташенята нагніздних птахів нездатні споживати їжу, якою харчуються дорослі, тому батьки годують їх більш ніжним і соковитим кормом ніж той, що споживають самі. У голубів та фламінго ця вибагливість настільки значуща, що у дорослих птахів розвинулись спеціальні волові залози, які продукують поживну рідину, називану «пташиним молоком». Види, що живляться сухим насінням, зернами в твердій оболонці, падлом, згодовують пташенятам напівперетравлений або розм'якшений у волі корм. Крім того, виключно зерноїдні птахи згодовують пташенятам певну кількість комах, оскільки малеча потребує для росту значної кількості білка.
Загальна тривалість вигодовування та частота годувань залежать від життєвої стратегії виду, розміру виводка, наявності корму поблизу гнізда. Виводкові птахи ростуть відносно повільно порівняно з нагніздними такого ж розміру, водночас, їхні пташенята здатні переносити нетривалий голод. Пташенята нагніздних птахів ростуть дуже швидко, але потребують частого годування, а за його відсутності швидко слабшають і гинуть (у дрібних горобцеподібних за кілька годин).

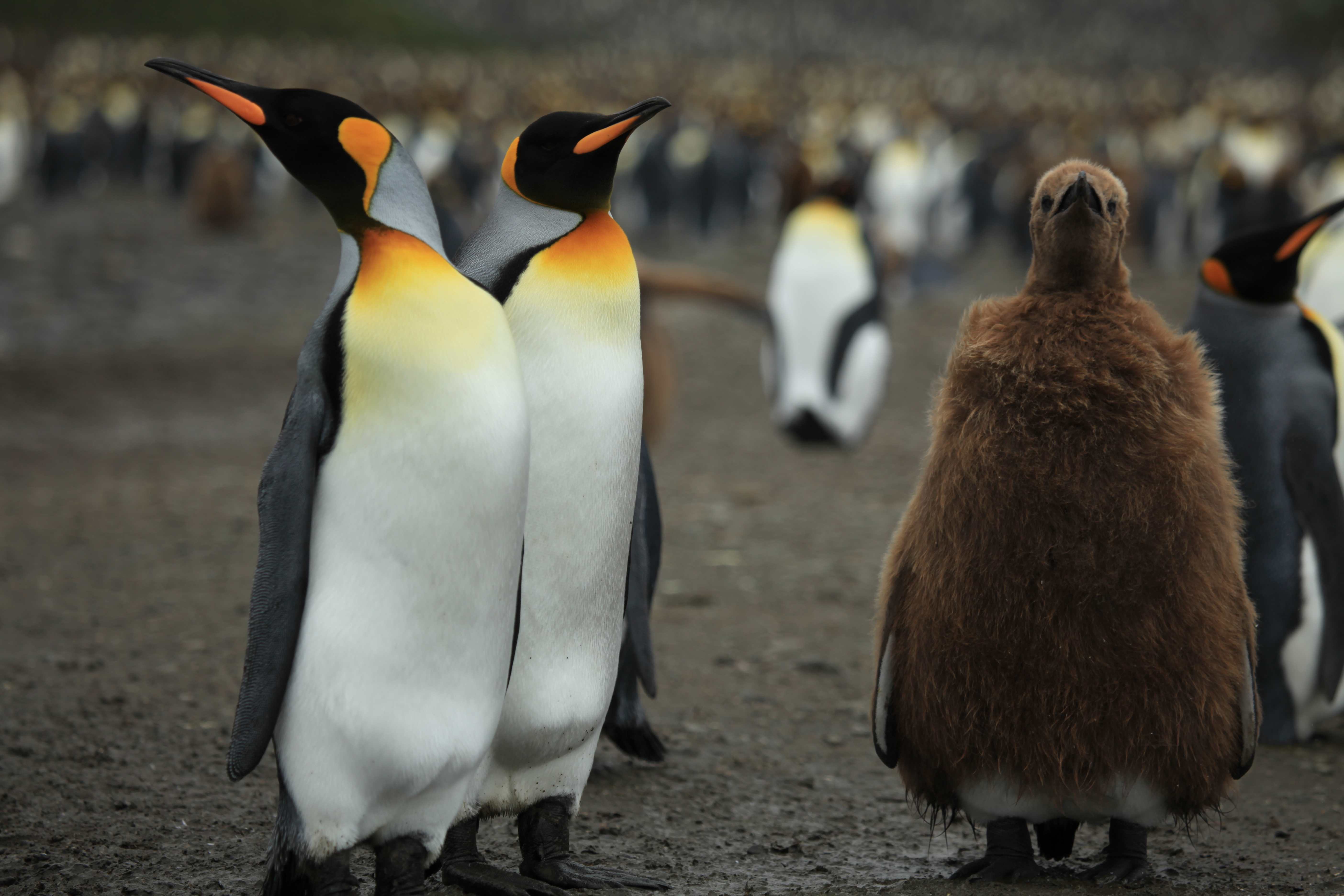
Королівські пінгвіни та їхнє пташеня

Своєрідними рекордсменами з вигодовування є альбатроси. Їхні пташенята ростуть дуже повільно і проводять у гнізді від 2 до 9 місяців. Відповідно, батьки навідуються до єдиного пташеняти рідко (це пов'язано з труднощами пошуку корму), але за раз згодовують йому велику кількість їжі. Пташеня альбатроса швидко накопичує значні запаси жиру, після чого батьки кидають безпомічного малюка напризволяще. Він ще кілька тижнів чи місяців сидить у гнізді голодний, в цей час життєдіяльність організму підтримують лише запаси накопиченого жиру. Близьким до цього фізіологічного феномену є набуття значної ваги, притаманне видам, що мешкають у холодному кліматі. Так, вгодовані пташенята королівських пінгвінів старшого віку за розміром дорівнюють батькам, а за вагою можуть навіть перевершувати їх. Велика кількість жиру слугує для них і термоізолятором, і запасом поживних речовин водночас.
Пташенята нагніздних птахів потерпають від харчової конкуренції з боку своїх братів і сестер, внаслідок чого у них розвинені деякі риси, спрямовані на привертання уваги батьків і заохочення годування. Наприклад, пташенята деяких горобцеподібних мають яскраву слизову оболонку або бородавки в кутах дзьоба, які добре помітні у напівтемряві гнізда. Найвищу конкурентоспроможність мають паразитичні пташенята звичайної зозулі, які в перші години після вилуплення викидають з гнізда яйця і пташенят птахів-годувальників. Пристосуванням для цього є чутлива ямка на спині зозуленяти: будь-який предмет, що потрапив в її центр стимулює викидальний рефлекс, який згасає за кілька днів після народження.
За наявності великої кількості корму батьки годують усіх членів виводку по черзі. При незначній нестачі корму цей порядок годування зберігається, але батьки звертають увагу на активніших малюків, яким зрештою дістається більше корму, внаслідок чого вони випереджають своїх братів і сестер у розвитку. Найнедорозвинутіші пташенята при цьому можуть загинути. При значній нестачі корму батьки зосереджуються на годуванні лише старших пташенят, які вороже реагують на менших. В цьому випадку старші пташенята імматуронатного й проміжного типів вбивають менших, а орлята навіть можуть з'їсти слабшого малюка.

## Поведінка

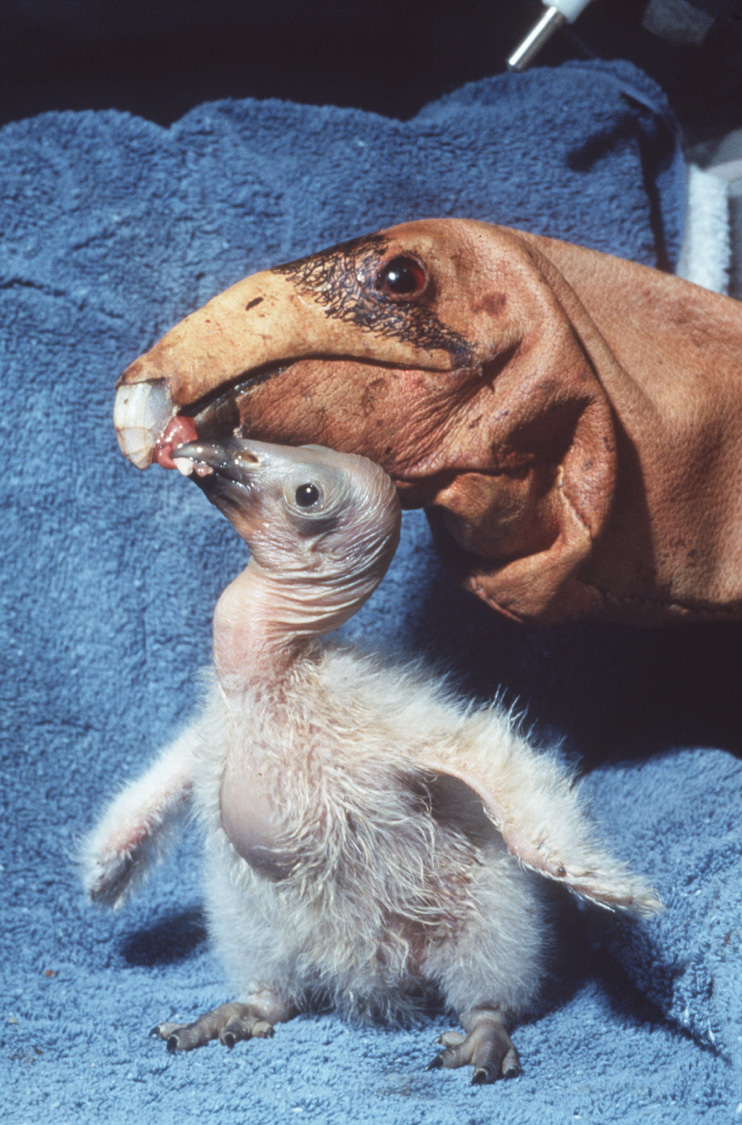
Пташеня каліфорнійського кондора вигодовують за допомогою маски-пінцета, щоб запобігти звиканню до людини

Матуронатні пташенята відрізняються психологічною зрілістю, зумовленою необхідністю самостійно пересуватись і харчуватись. Подібно до дитинчат ссавців, у них в перші дні життя спрацьовує механізм імпринтингу — здатності детально запам'ятовувати зовнішність батьків, внаслідок чого формуються позитивні рефлекси на їх появу. Якщо замість рідних батьків пташенят вигодовують люди або птахи іншого виду, малюки запам'ятовують прийомних батьків і слідують за ними усюди, наче за рідними. Наприклад, курчата, висиджені качкою, здатні піти за нею у воду, хоча не вміють плавати; пташенята журавлів, вигодовані людьми, у дорослому віці не впізнають сородичів, відносяться до них вороже, а шлюбні ритуали адресують вихователям. За відсутності хижаків осиротілі пташенята виводкових птахів можуть піклуватися про себе цілком самостійно. Втім, у них не формуються складні навички, пов'язані з міграціями і захистом, тому у природі смертність серед таких сиріт все одно дуже висока. Виняток з цього правила становлять пташенята сміттєвих кур, які з моменту вилуплення успішно зростають зовсім без нагляду дорослих.

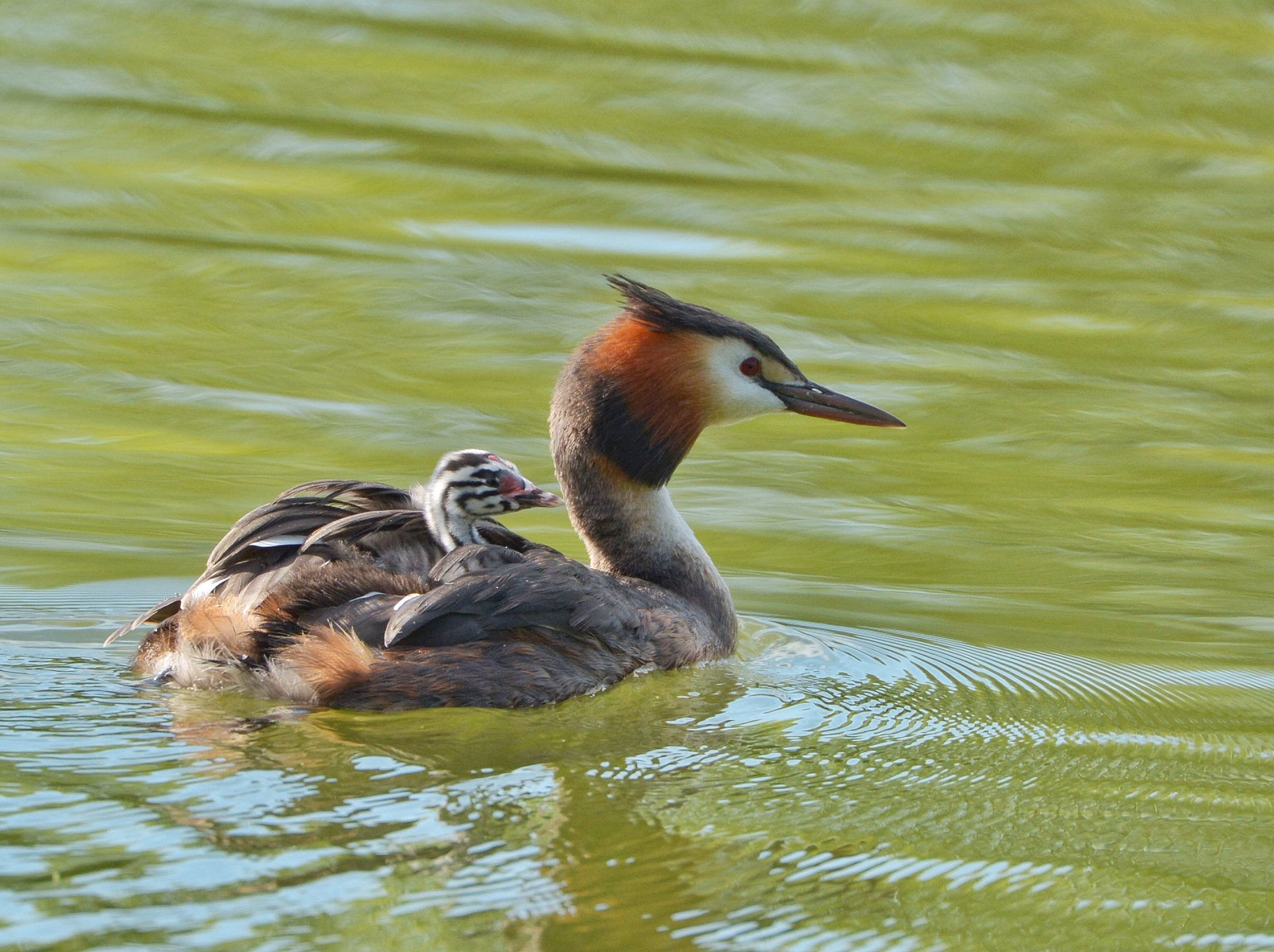
Пташенята великої пірникози на спині матері

Натомість, імматуронатні пташенята, що народжуються сліпими й безпорадними, не мають таких яскраво виражених механізмів запам'ятовування батьків. В перші дні життя єдиним подразником, який запускає харчовий рефлекс (писк і розкриття дзьоба), є струс гнізда. Через це сліпі пташенята реагують на появу будь-кого біля гнізда і можуть приймати корм не від рідних батьків.
Пташенятам різних типів властиві різноманітні захисні інстинкти. Так, пташенята виводкових птахів здатні зачаюватись (у наземних видів) або пірнати (у водоплавних). Щоб захиститись від ворогів, пташенята альбатросів відригують напівперетравлену їжу з дуже неприємним запахом. Пташенята крутиголовки при небезпеці крутять головами і шиплять, імітуючи змію, що заховалась у дуплі. Пташенята пірникоз нездатні захистити себе самі, але при небезпеці вони ховаються під крилами матері, яка пірнає разом з малечею. До захисних засобів слід віднести і створення «ясел», притаманне пінгвінам і фламінго. Вони являють собою великі (до кількох тисяч особин) скупчення пташенят, які знаходяться під охороною кількох батьківських пар. Час від часу дорослі птахи змінюють одне одне, що дозволяє їм раціонально розподілити час між годуванням та охороною малюків.

## Значення

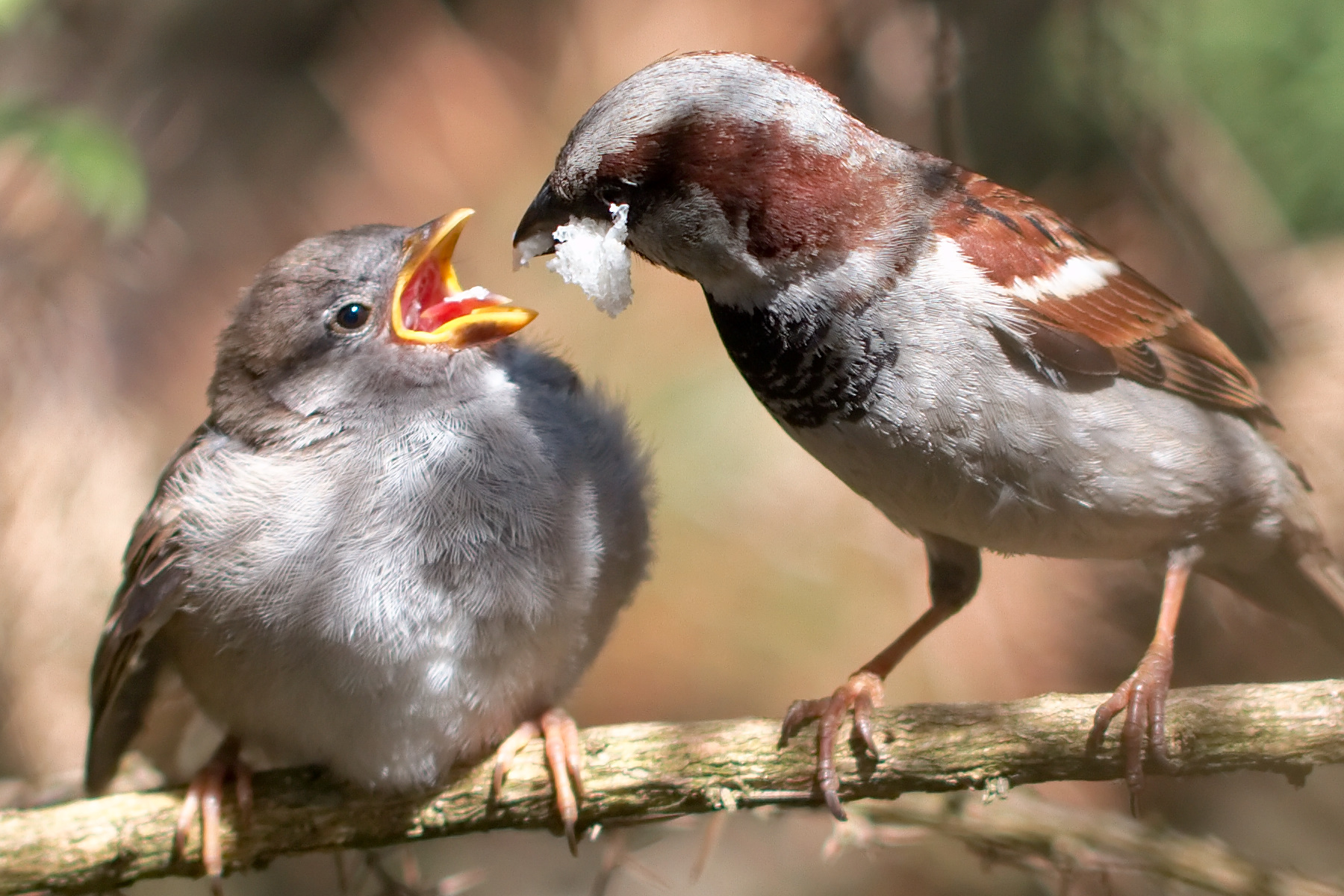
Добре оперені поршки, яких помилково сприймають за сиріт, насправді вигодовуються батьками (на фото хатні горобці)

У помірному кліматі гніздування багатьох видів птахів збігається в часі й відбувається найчастіше у квітні-червні. В цей період люди часто помічають пташенят, що випали з гнізда, намагаються врятувати їх, але, як правило, помилково забирають додому поршків, що не потребують штучного вигодовування. Відсутність досвіду утримання таких малюків часто призводить до загибелі цілком здорових пташенят. Слід пам'ятати, що допомоги потребують лише пташенята молодшого віку (голі або вкриті суцільним пухом), поранені, змерзлі чи помітно заслаблі. Якщо пташеня активне і добре оперене, забирати його додому не слід. В будь-якому випадку виховане людьми пташеня не пристосоване для життя у природі і потребує пожиттєвого піклування.

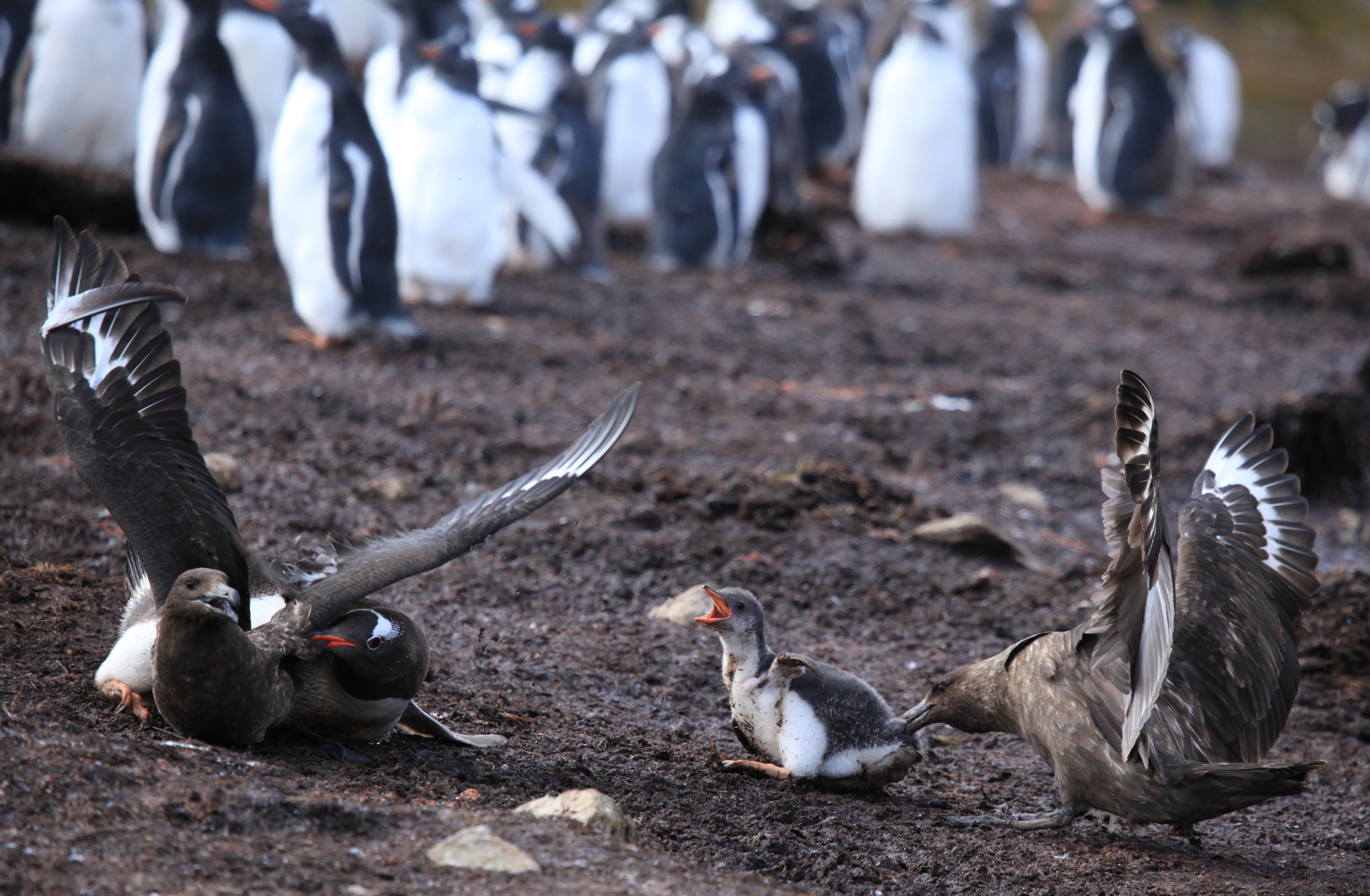
Пташеня субантарктичного пінгвіна атакує пара антарктичних поморників: поки один птах відволікає увагу матері, інший тягне здобич

Так само численною буває поява малюків у колоніальних птахів. Велика кількість пташенят, які ще недостатньо добре пересуваються, привертає увагу хижаків. У песців під час гніздування птахів основу раціону складають пташенята гусей, казарок, тундрових лебедів, качок, у поморників Південної півкулі — пташенята пінгвінів, у великих мартинів — пташенята дрібних мартинів, крячків, куликів. Легка здобич здавна приваблювала і людей. На узбережжі Шотландії, Оркнейських та Командорських островах в давнину практикували збирання пташенят алькових птахів, яких вбивали вдарами об землю без будь-яких знарядь, а потім витоплювали з них жир.
У сучасному світі вирощування пташенят свійської птиці є окремою галуззю птахівництва. Для пришвидшення виробництва яйця інкубують штучно, а добових пташенят продають для відгодівлі або як племінний матеріал. Тушки курчат розглядають як окремий товарний сорт м'яса, що відрізняється за своїми смаковими й кулінарними якостями від курятини. Існують спеціальні рецепти, в яких використовують саме м'ясо курчат, наприклад, дуже популярне курча табака.
У культурі пташеня уособлює невинність, беззахисність, малий вік, відсутність досвіду. Зображення пташенят використовують в дизайні дитячих іграшок, одягу, поштівок. «Жовторотими пташенятами» кличуть недосвідчених людей, слово «курча, курчатко» по відношенню до чоловіка означає фізичну слабкість, а по відношенню до жінки чи дівчини є сленговим і вказує на її сексапільність в поєднанні з м'якістю, інфантильністю, недосвідченістю (часто удаваними). Англійський відповідник цього слова (chick) використовують як псевдонім деякі акторки та співачки.